# 奧星頓路
奧星頓路是加拿大安大略省多倫多的一條主要街道，位於市中心以西。雖然奧星頓路北側3（1.9英里）是住宅區，但其南端盡頭俗稱Ossington Strip，此處以其餐飲、夜生活及購物場所而聞名。

## 路線概述

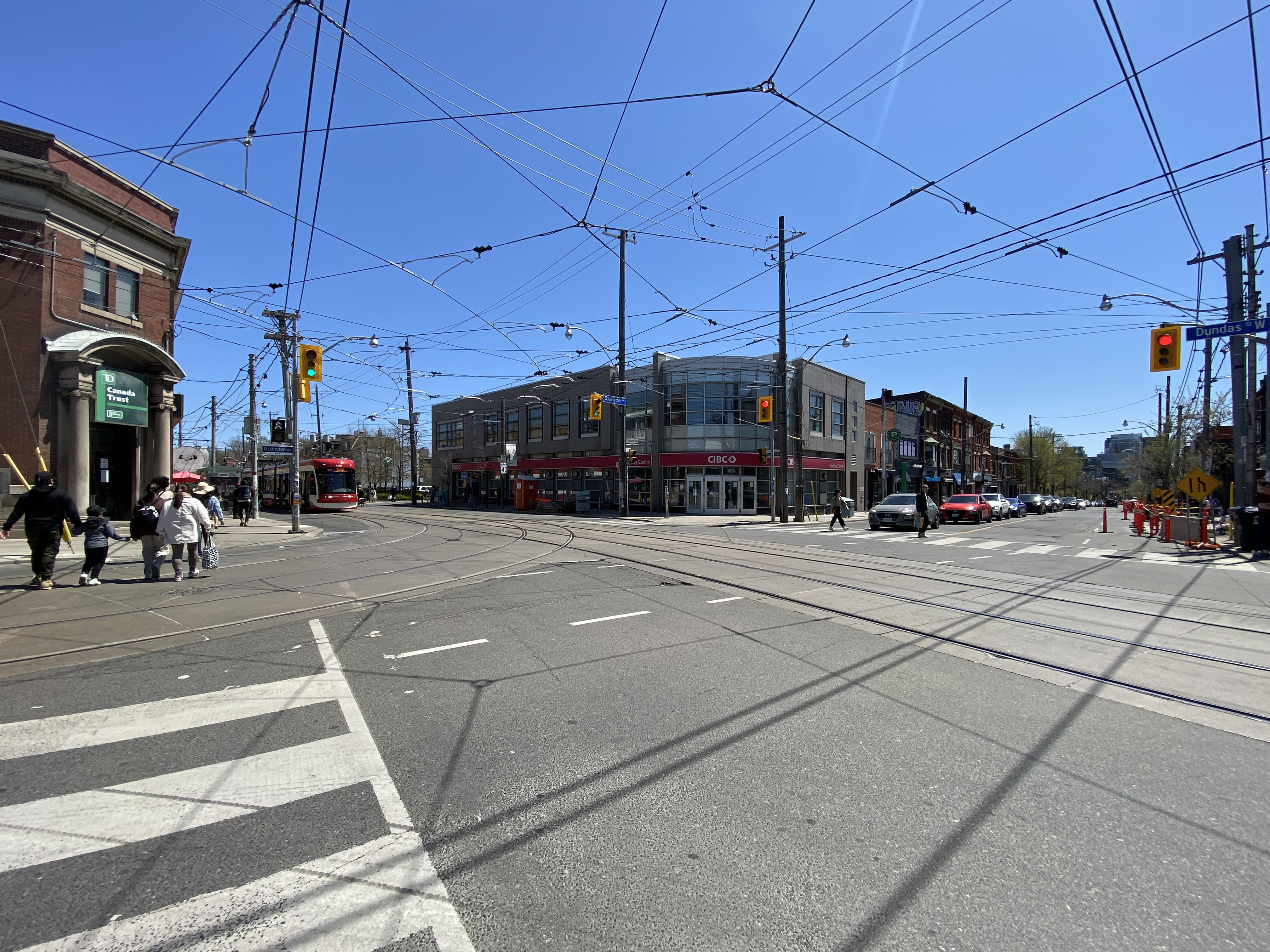
奧星頓路夾登打士西街處

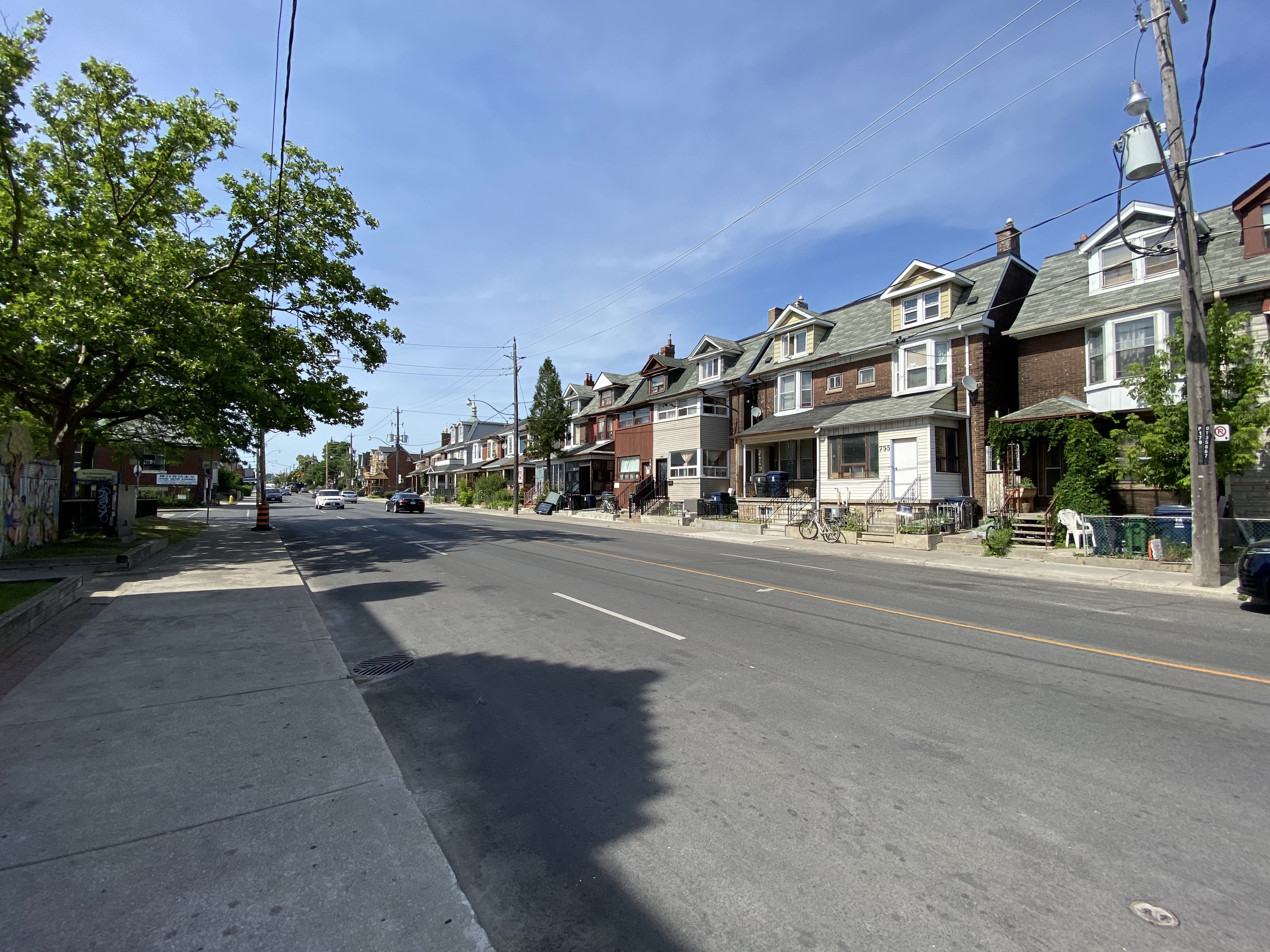
奧星頓路上的舊宅邸

奧星頓路南始皇后街，向北越過小山延伸至登打士街。夾皇后街路口以南是癖癮及精神健康中心（CAMH）的皇后街健康中心。由蕭街（Shaw Street）向西至Dovercourt，皇后街的南側用於CAMH設施。2012年夏，奧星頓路向南延伸至CAMH院區，此段稱為下奧星頓路（Lower Ossington Avenue）。
由該路口向北至登打士街，奧星頓路上大部分都是低層零售店面，通常在較高樓層設有公寓；其他建築物則用於輕工業。沿線大部分建築的歷史可追溯至19世紀，其中許多經過修復後改建為餐廳及時尚商店，吸引了來自大多倫多地區及全球各地的遊客。
登打士街以北，街道變成住宅區。道路從此處開始向下傾斜，進入加利臣溪峽谷（這條小溪如今已被掩埋），然後逐漸傾斜，到達夾德文璞道處的盡頭。這些房屋通常是兩層獨立式或半獨立式房屋。該路段設有電車軌道，可乘搭505號登打士電車線及506號書院電車線。
書院街以北，西側是杜臣街（Dewson Street）公立學校。蕭街（Shaw Street）以東一個街區是多倫多中央學校（Central Toronto Academy）。下一條連接的街道是哈拔街，它從奧星頓路向東延伸至皇后公園坊。該地區街道兩側都是住宅區。
在布魯亞街以北，道路緩緩上升。然後，道路到達舊海岸線，迅速上升，與德文璞道相交。除了杜邦街以北鐵路橋周圍的一些商舖外，道路兩旁都是雙層住宅。
多倫多公車局63號奧星頓巴士線在奧星頓路上運行。該巴士線連接地鐵奧星頓站。63號巴士線由1947年12月至1992年一直是無軌電車線，但此後改為傳統巴士線。

## 外部連結
- Ossington Community Association website
- Ossington Village Blog[]

43°39′21″N 79°25′24″W / 43.65583°N 79.42325°W